# Yo-kai Watch: Film
Yo-kai Watch: Film (jap. 映画 妖怪ウォッチ 誕生の秘密だニャン! Eiga: Yōkai uotchi: Tanjō no himitsu da nyan!) –  japoński animowany film przygodowy w reżyserii Shigeharu Takahashi oraz Shinji Ushiro w ramach serii Yo-kai Watch. Film został wydany 20 grudnia 2014 roku w Japonii. 
W Polsce film został wydany przez SPI Films. W Polsce miał swoją premierę 29 października 2018 na kanale Cartoon Network.

## Obsada
- Haruka Tomatsu jako Keita Amano[2]
- Tomokazu Seki jako Whisper[2]
- Etsuko Kozakura jako Jibanyan[2]
- Yūki Kaji jako Fuyunyan[2]
- Tōru Nara jako Kuma[2]
- Aya Endo jako Fumika Kodama[2]
- Chie Satō jako Kanchi Imada[2]
- Haruka Shimazaki jako Yukippe[2]
- Ainosuke Kataoka jako Ubaune[2]
- Ken Shimura jako Master Nyaada[2]

## Produkcja
Powstawanie filmu zostało zapowiedziane w czerwcu 2014 roku w lipcowym numerze „Gekkan CoroCoro Comic” wydawnictwa Shogakukan. Premiera została ustalona na 20 grudnia 2014 w Japonii. Film przedstawia znane już postaci z serii telewizyjnej, ale także nowe, powstałe na potrzeby nowo-wyprodukowanej gry Yo-kai Watch 2 firmy Level-5.
Za scenariusz filmu odpowiada Yoichi Kato, a za muzykę odpowiada Ken'ichirō Saigō. Animacją filmu zajęło się studio Oriental Light and Magic.

## Odbiór
Do 26 października 2014 roku sprzedano 721 422 biletów z wyprzedzeniem na seans, co ustanowiło nowy rekord w tej kategorii dla dystrybutora filmu – Tōhō – w całej jego 82-letniej historii istnienia.
Film był najlepiej sprzedającym się filmem w weekend otwarcia, zarabiając 1,62 miliarda jenów, pobijając w tej kwestii poprzedniego rekordzistę, Ruchomy zamek Hauru.
Ostatecznie film był najbardziej zyskownym japońskim filmem w japońskim box office w 2015 roku, zarabiając 7,8 miliarda jenów (ok. 65 milionów dolarów).
8 lipca 2015 roku film został wydany na Blu-ray i DVD. Wydanie DVD filmu w pierwszym tygodniu od rozpoczęcia sprzedaży wyniosło 85 tysięcy kopii zajmując pierwsze miejsce rankingu sprzedaży płyt DVD Oriconu nie tylko tego tygodnia, ale także całego dotychczasowego roku 2015. Film ulokował się w pierwszym tygodniu także na pierwszym miejscu tygodniowej listy sprzedaży Blu-ray; sprzedaż w pierwszym tygodniu wyniosła 14 tysięcy egzemplarzy.

## Kontynuacje
W listopadzie 2014 roku zapowiedziano powstawanie kolejnego filmu, będącego sequelem opowieści.